# Каррильо, Сантьяго
Сантья́го Хосе́ Карри́льо Сола́рес (исп. Santiago José Carrillo Solares, 18 января 1915 года, Хихон, — 18 сентября 2012 года, Мадрид) — испанский политический деятель, генеральный секретарь Коммунистической партии Испании (1960—1982), теоретик правого крыла еврокоммунизма. Сыграл видную роль в переходе Испании к демократической форме правления после смерти диктатора генерала Ф. Франко в 1975 году.

## Биография
Родился в рабочей семье в Астурии, в 1924 году семья переехала в Мадрид. Его отец, Венсеслао Каррильо Алонсо-Форхадор, был известным активистом Испанской социалистической рабочей партии (ИСРП), а сам Сантьяго сотрудничал в газете El Socialista с 13-летнего возраста. После окончания школы работал подмастерьем в типографии. В 1932 году стал редактором газеты Социалистической молодёжи. В апреле 1934 года был избран генеральным секретарём молодёжной организации ИСРП. При наличии двух течений в партии, умеренного (лидеры — Х. Бестейро и И. Прието) и левого, прокоммунистического (лидер Ф. Ларго Кабальеро) поддержал и сотрудничал со вторым.
Участник забастовки шахтёров Астурии в 1934 году, входил в состав Национального революционного комитета. За эту деятельность он находился в тюремном заключении с октября 1934 по февраль 1936 года. После победы на выборах в феврале 1936 года Народного фронта был освобождён, после чего в марте посетил Москву, а затем стал одним из организаторов объединения молодёжных союзов социалистов и коммунистов в организацию «Объединённая социалистическая молодёжь»(Juventudes Socialistas Unificadas).
После начала гражданской войны (1936) принял решение о вступлении в Коммунистическую партию Испании (КПИ) (ноябрь 1936 года). Воевал в звании капитана. Во время битвы за Мадрид 7 ноября 1936 года был избран на должность руководителя комитета общественного порядка Совета обороны Мадрида. С 1937 года — кандидат в члены политбюро КПИ.
В марте 1939 года Мадрид пал, чему способствовал совершённый полковником С. Касадо переворот против правительства Х. Негрина и переговоры новосозданной Хунты национальной обороны с франкистами. С. Каррильо обратился с открытым письмом к своему отцу Венсеслао Каррильо, вошедшему в состав Хунты, в котором, осудив переворот как контрреволюционный, предательский и антикоммунистический, объявил о прекращении любых отношений с отцом.
После падения Испанской республики эмигрировал в Париж, где пытался реорганизовать партию. В общей сложности, в вынужденной эмиграции провёл 38 лет. В 1944 году возглавлял отход партизан-коммунистов из Валь-д’Арана.

Согласно исследованиям историков и собственным признаниям в 2005 году, в 1944 году помог франкистам задержать одного из лидеров партизанского движения Хесуса Монсона, в 1945 году приказал казнить другого лидера партизан — Габриэля Леона Трийя, а в 1949 году приказал казнить одного из лидеров коммунистов Каталонии Хуана Каморера (который, однако, казнен не был). Все они являлись его соперниками в руководстве партии.
В 1950-е годы возглавил реформистское крыло в КПИ, действовавшей в подполье. Сменив Долорес Ибаррури на посту генерального секретаря КПИ в 1960 году, после ввода советских войск в Чехословакию вывел партию на самостоятельный политический курс, во многом предвосхитив еврокоммунистические тенденции, ранее принятые Итальянской коммунистической партией (ИКП). Своё отдаление от КПСС компенсировал укреплением связей с Ж. Марше (Французская коммунистическая партия, ФКП) и Э. Берлингуэром (ИКП).
В 1976 году, после смерти Ф. Франко, нелегально вернулся в Испанию. Проведя, через посредников, переговоры с правительством А. Суареса, достиг компромисса: легализации КПИ (состоявшейся 9 апреля 1977 года) в обмен на признание монархии, государственных символов и не-наказания деятелей франкистского режима.

После выборов, состоявшихся 15 июня, депутат парламента Испании (с 1977 по 1986 год).
В 1981 году после попытки государственного переворота, устроенного военными, стремившимися восстановить франкистский режим, во многом сорвавшегося благодаря осуждению мятежников Хуаном Карлосом I, Каррильо воскликнул перед телекамерами в избытке чувств: «Боже, храни короля!».
В ходе заседания исполкома КПИ и пленума ЦК партии в июне 1982 года, на фоне обострившихся разногласий в партии и её руководстве, обрушения численности партии и резкого снижения числа подаваемых за партию голосов на выборах, сначала подал в отставку вместе со своим заместителем Н. Сарториусом и многолетним лидером профсоюзов М. Камачо, но потом забрал своё заявление. Однако 6 ноября, после поражения партии на парламентских выборах (потеря более 1 млн голосов и 18 мест а кортесах) и в ходе продолжавшегося острого внутрипартийного кризиса (за 5 лет численность партии сократилась почти в 3 раза) всё-таки ушёл в отставку с поста генерального секретаря.
15 апреля 1985 года был исключён из КПИ, создав в 1986 году с группой сторонников Рабочую партию Испании — Коммунистическое единство (PTE-UC), которая в 1991 году влилась в ИСРП на правах фракции «Левое единство». Впрочем, сам в ИСРП не вступил.
20 октября 2005 года был избран почётным доктором Автономного университета Мадрида.
Умер 18 сентября 2012 года в Мадриде на 98-м году жизни во сне, от сердечной недостаточности.
Один из его сыновей, математик Хосe Каррильо, в 2011 году был избран ректором Мадридского университета Комплутенсе.

## Книги
- ¿Adónde va el Partido Socialista? (Prieto contra los socialistas del interior) (1959)
- Después de Franco, ¿qué? (1965)
  - После Франко — что? Испания: действительность и перспективы. — М.: Знание, 1966
- Problems of Socialism Today (1970)
- Eurocomunismo y Estado (1977);
  - Eurocommunism and the State, Lawrence and Wishart, 1977, ISBN 0-85315-408-2 (английское издание)
  - «Еврокоммунизм» и государство. — М.: Прогресс, 1978. — Рассылается по специальному списку
- El año de la Constitución (1978)
- Memoria de la transición: la vida política española y el PCE (1983)
- Problemas de la transición: las condiciones de la revolución socialista (1985)
- El año de la peluca (1987)
- Problemas del Partido: el centralismo democrático (1988)
- Memorias (1993)
- La gran transición: ¿cómo reconstruir la izquierda? (1995)
- Un joven del 36 (1996)
- Juez y parte: 15 retratos españoles (1998)
- La Segunda República: recuerdos y reflexiones (1999)
- ¿Ha muerto el comunismo?: ayer y hoy de un movimiento clave para entender la convulsa historia del siglo XX (2000)
- La memoria en retazos: recuerdos de nuestra historia más reciente (2004)
- ¿Se vive mejor en la república? (2005)
- Dolores Ibárruri: Pasionaria, una fuerza de la naturaleza (2008)
- La crispación en España. De la Guerra Civil a nuestros días (2008)
- Los viejos camaradas (2010)
- La difícil reconciliación de los españoles (2011)
- Nadando a contracorriente (2012)
- La lucha continúa (2012)